# Ljudska posojilnica, Ljubljana
Ljudska posojilnica je bila zgrajena v letu 1907. Zasnoval jo je arhitekt Josip Vancaš. Pročelje zgradbe velja za značilno secesijsko. Keramična obloga v slogu dunajskega arhitekta Otta Wagnerja, in plitvi balkoni, ki spominjajo na slog Maksa Fabianija, jasno nakazujejo na tipičen secesijski slog.
Fasada je popolnoma simetrična in v barvah slovenske trobojnice – fasada je v pritličju okrašena z rdečimi ploščami, v prvem nadstropju je okrašena z modrimi ploščami, zgornji del fasade pa je belo ometan. Povsod po fasadi lahko opazimo secesijski motiv listja in vejic. Ograje balkonov imajo prav tako obliko rastlinskih vejic. Poleg tega lahko na fasadi opazimo tudi relief dveh ženskih glav, ki zaključujeta glavni del pročelja. Na strehi sta dve sedeči ženski figuri, ki imata razkrita ramena. Figuri imata v rokah mošnjiček, panj in kartuši, na katerih sta upodobljeni mravlja in čebela. Take vrsta kartuša je bil pogost motiv pri bančnih palačah v zgodnjem 20. stoletju.